# Paulbronnimanninae
Paulbronnimanninae es una subfamilia de foraminíferos bentónicos de la Familia Ammodiscidae, de la Superfamilia Ammodiscoidea, del Suborden Ammodiscina y del Orden Astrorhizida. Su rango cronoestratigráfico abarca el Triásico medio.

## Discusión
Clasificaciones previas hubiesen incluido Paulbronnimanninae en el Suborden Textulariina del Orden Textulariida.

## Clasificación
Paulbronnimanninae incluye a los siguientes géneros:
- Paulbronnimannella †
- Paulbronnimannia †